# NK Šator Glamoč
NK Šator Glamoč je bosanskohercegovački nogometni klub iz Glamoča. 

## Povijest
Klub je osnovan 1921. godine.
NK Šator se trenutačno natječe u Međužupanijskoj ligi HBŽ-ZHŽ. Domaće utakmice igraju na Gradskom stadionu u Glamoču.

## Pregled plasmana po sezonama
| Sezona    | Rang | Liga                          | Plasman | Izvori |
| --------- | ---- | ----------------------------- | ------- | ------ |
| 2017./18. | IV.  | Međužupanijska liga HBŽ i ZHŽ | 5.      | [ 2 ]  |
| 2018./19. | IV.  | Međužupanijska liga HBŽ i ZHŽ | 5.      | [ 3 ]  |
| 2019./20. | IV.  | Međužupanijska liga HBŽ i ZHŽ | 3.      | [ 4 ]  |
| 2020./21. | IV.  | Međužupanijska liga HBŽ i ZHŽ | 2.      | [ 5 ]  |
| 2021./22. | IV.  | Međužupanijska liga HBŽ i ZHŽ | 6.      | [ 6 ]  |
| 2022./23. | IV.  | Međužupanijska liga HBŽ i ZHŽ | 7.      | [ 7 ]  |
| 2023./24. | IV.  | Međužupanijska liga HBŽ i ZHŽ | 3.      | [ 8 ]  |
| 2024./25. | IV.  | Međužupanijska liga HBŽ i ZHŽ | –       |        |